# Călan
Calan là một thị xã thuộc hạt Hunedoara, România. Dân số thời điểm năm 2002 là 13099 người.